# سیارک ۲۰۰۱۲
سیارک ۲۰۰۱۲ (به انگلیسی: 20012 Ranke، نامگذاری:1991RV4) بیست هزار و دوازدهمین سیارک کشف شده‌است که در ۱۳ سپتامبر ۱۹۹۱ کشف شد.
قدر مطلق سیارک برابر ۱۵٫۱۰ است.